# W 아우라
W 아우라(W Aura)는 SK텔레시스가 2010년 7월 21일에 출시한 휴대 전화기이다.

## 논란
2011년 5월 2일부터 SK텔레콤과 오페라 소프트웨어의 오페라 미니의 라이선스 계약이 만료됨에 따라 와이파이를 통한 인터넷 웹서핑이 불가능하게 되어 이에 대한 논란이 있었다. 이에 대해 SK텔레콤 측은 위피에서 구동하는 모바일 웹이 와이파이 기능을 인식하지 못했기 때문이라고 해명하고, 5월 3일부터 11일까지 3세대 무선통신망으로 접속해 사용한 데이터에 대해서는 요금을 받지 않기로 하고, 5월 11일부터 새로운 웹 브라우저 배포하여 문제를 해결하였다.